# Rievaulx
Rievaulx (/ˈriːvoʊ/ REE-voh) je majhna vas in župnija znotraj Narodnega parka North York Moors blizu Helmsleya v Severnem Yorkshireu v Angliji in je locirana ob posestvu Rievaulx Abbey ter ob reki Rye. Notranje dvorišče samostana obsega še stavbe, kot so pivovarna, pekarna in gostišče. Ime izvira od Rye (reke) + normansko-francoski Val ali Valle (dolina). Stara lokalna izgovarjava je bila "Rivers", ki se je spremenila v "Reevo", ko je izobraževanje prineslo splošno poznavanje francoskega jezika.
Samostan je bil zaprt kot del razpustitve samostanov v času Henrika VIII. leta 1535. Posest je kupil grof Rutland. Bil je navdušen nad nadaljevanjem industrije obdelave železa, ki so jo poznali menihi. Zato je ustanovil ogljarno in plavž in s tem povezane zgradbe, kar je nato postalo naselje Rievaulx. To je trajalo do državljanske vojne, ko je leta 1647 s proizvodnjo prenehal.
Vas je nato postala kmetijska in ostala majhno naselje, ki se nahaja pod teraso opatije. Stari mlin je bil preurejen v hišo, ki še vedno stoji in je ločeno bivališče.
Ko je bil leta 1983 postavljen v lordsko zbornico, je nekdanji premier Harold Wilson prevzel naziv baron Wilson Rievaulx.